# Andreas Schaad
Andreas Schaad (18 de abril de 1965) es un deportista suizo que compitió en esquí en la modalidad de combinada nórdica.
Participó en tres Juegos Olímpicos de Invierno, entre los años Calgary 1988 y 1994, obteniendo dos medallas en la prueba por equipo, plata en Calgary 1988 (junto con Hippolyt Kempf y Fredy Glanzmann) y bronce en Lillehammer 1994 (con Jean-Yves Cuendet y Hippolyt Kempf).
Ganó una medalla de plata en el Campeonato Mundial de Esquí Nórdico de 1989, en la prueba por equipo.

## Palmarés internacional
| Juegos Olímpicos   | Juegos Olímpicos      | Juegos Olímpicos  | Juegos Olímpicos          |
| Año                | Lugar                 | Medalla           | Prueba                    |
| ------------------ | --------------------- | ----------------- | ------------------------- |
| 1988               | Calgary (Canadá)      | Medalla de plata  | TN + 3 × 10 km por equipo |
| 1994               | Lillehammer (Noruega) | Medalla de bronce | TN + 3 × 10 km por equipo |
| Campeonato Mundial |                       |                   |                           |
| Año                | Lugar                 | Medalla           | Prueba                    |
| 1989               | Lahti (Finlandia)     | Medalla de plata  | TN + 3 × 10 km por equipo |